# Tronville
Tronville település Franciaországban, Meurthe-et-Moselle megyében. Lakosainak száma 195 fő (2022. január 1.). Tronville Chambley-Bussières, Mars-la-Tour, Puxieux és Rezonville-Vionville községekkel határos.

## Népesség
A település népessége az elmúlt években az alábbi módon változott:
| Lakosok száma | 163  | 124  | 174  | 217  | 214  | 203  | 201  | 200  | 198  | 195  |
|               | 1968 | 1982 | 1990 | 2006 | 2013 | 2015 | 2017 | 2019 | 2020 | 2022 |